# آندره گولد
 آندره گولد (به انگلیسی: Andrew Gould) (زاده ۱۷ دسامبر ۱۹۴۶) کارآفرین، بازرگان و مدیر ارشد اجرایی بریتانیایی است، که در حال حاضر به‌عنوان رئیس هیئت مدیره گروه بی‌جی فعالیت می‌کند. وی پیش از این، سال‌ها در جایگاه مدیر عامل و رئیس هیئت مدیره شرکت شلومبرجر فعالیت می‌نمود.